# Hasan Cetinkaya
Hasan Cetinkaya, född 27 januari 1977, är en svensk före detta fotbollsspelare med turkiskt ursprung.
Han spelade största delen av sin karriär i Landskrona BoIS, där han noterades för 185 matcher och 22 mål.
Cetinkaya gjorde sitt första allsvenska mål när Landskrona besegrade Hammarby med 1-0 på Söderstadion den 28 juli 2003.
Cetinkaya har efter den aktiva karriären börjat jobba som fotbollsagent. Han är bland annat agent för Tyrell Malacia, John Guidetti, Donny van de Beek, Denis Zakaria, Martin Braithwaite, Frenkie de Jong, Martin Olsson, Marcus Olsson, Johan Dahlin, Emil Forsberg, Nabil  Bahoui, Guillermo Molins, Robin Olsen, och sedan 2016 Victor Nilsson Lindelöf.
Under transferfönstrets sista dagar säsongen 2022/23 var Cetinkaya inblandad i övergången av Pierre-Emerick Aubameyang från FC Barcelona till Chelsea FC
April 2024, enligt en artikel i Expressen, kan Hasan Cetinkaya och hans agentur HCM kopplas till enskilda personer med kopplingar till gängkriminell miljö. Han anmälde kort därefter tidningen för förtal.